# Igor Genua
Igor Genua (5 de junho de 1988) é um jogador de rugby sevens espanhol.

## Carreira
Igor Genua integrou o elenco da Seleção Espanhola de Rugbi de Sevens, na Rio 2016, que foi 10º colocada.